# Бельково (станция)
Белько́во — узловая железнодорожная станция Большого кольца Московской железной дороги в Киржачском районе Владимирской области. Входит в Московско-Курский центр организации работы железнодорожных станций ДЦС-1 Московской дирекции управления движением. По основному характеру работы является промежуточной, по объёму работы отнесена к 4 классу.
На станции от главного двухпутного электрифицированного хода Большого кольца Московской ЖД (участок Александров — Орехово-Зуево) ответвляется однопутная неэлектрифицированная линия Северной железной дороги на юго-восток, идущая через Юрьев-Польский на Иваново.
Километраж на данном участке Большого кольца продолжается от Ярославского направления Московской ЖД через Александров. Далее идёт параллельно на Орехово-Зуево и на Иваново. Пост ЭЦ находится на отметке 130,4 км.
Станция является стыковой междудорожной: условный раздельный пункт Бельково САИПС является границей между Московской и Северной железными дорогами. Физически граница находится на однопутном перегоне к станции Кипрево Северной ЖД на отметке 134,0 км в 3 километрах южнее границы станции. Граница станции по этому пути находится у переезда автодороги Киржач — Александров к югу на отметке 131,0 км, там же кончается контактная подвеска электрификации.
Рядом со станцией находятся только старые казармы, где проживают железнодорожники. В 1 километре южнее расположены деревни Климово и Бельково, а в 3 километрах — посёлок Горка, возникший при ткацкой фабрике.

## Пассажирское движение
Две низкие пассажирские платформы находится в южной части станции, переход по настилу через пути. Островная платформа находится между главными путями № I и II. Боковая — у восточного пути № 3, на ней есть навес от дождя и скамейки. Работают:
- пригородные электропоезда Большого кольца Московской ЖД Александров — Орехово-Зуево (5 пар), Александров — Куровская (3 пары), Александров — Киржач (1 ночная пара, кроме ночи с сб. на вс). Обслуживает моторвагонное депо Александров Московской ЖД.
- Пригородный поезд рельсовый автобус Александров — Иваново (1 пара). Обслуживает депо Иваново Северной ЖД.

В некоторые годы 2000-х работали также прямые электропоезда Горьковского направления Московской ЖД Москва-Пасс.-Курская — Орехово-Зуево — Бельково летом по выходным дням (2 пары в день), с 2010 года отменены. Эти поезда были единственными, для которых Бельково являлось конечным пунктом.